# Méthode des loci

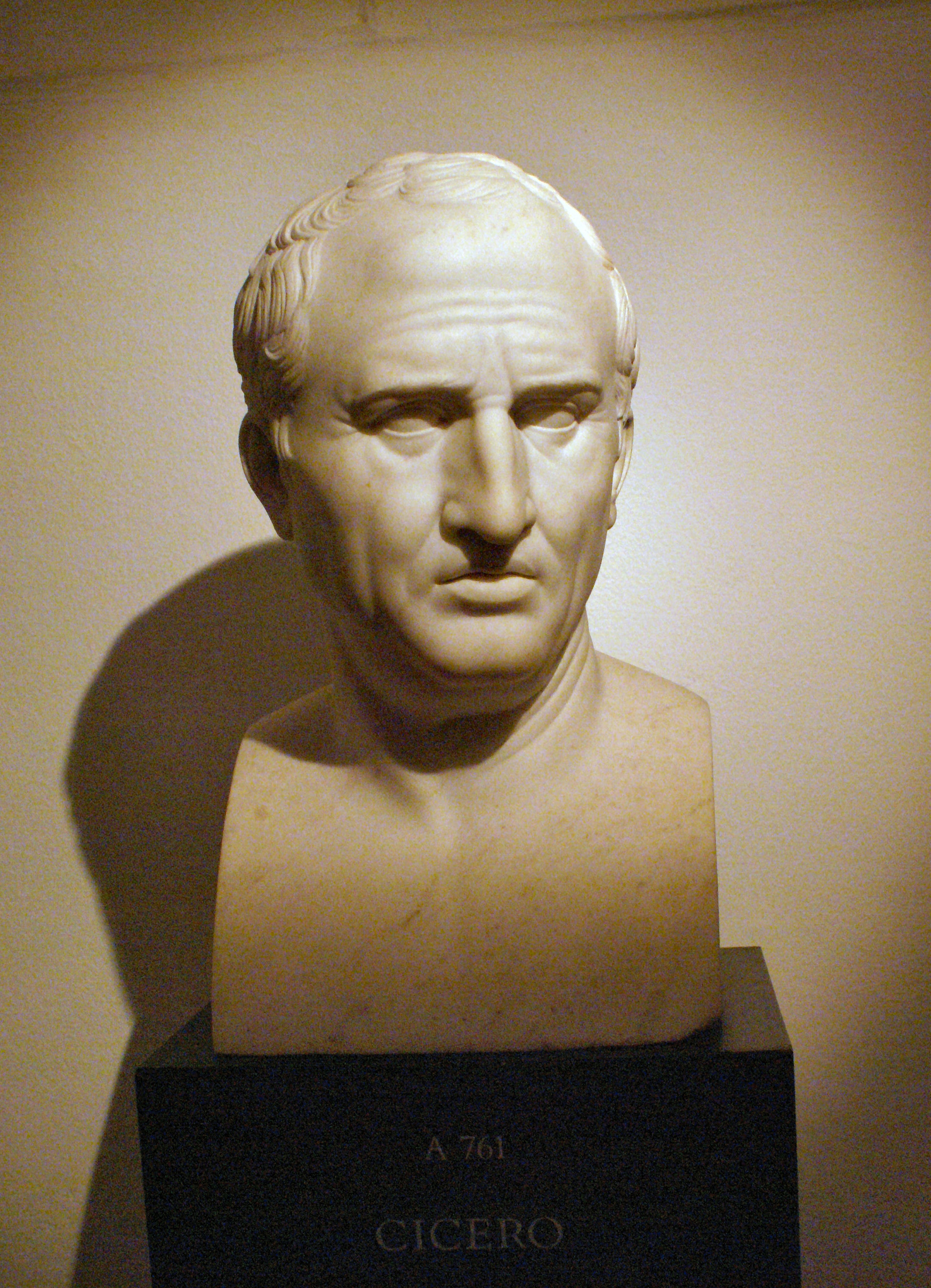
Buste de Cicéron, l'un des plus célèbres utilisateurs de cette technique.

La méthode des loci \lɔ.ki\ (« lieux » en latin) , méthode des lieux ou plus récemment palais de la mémoire, ou encore palais mental est une méthode mnémotechnique, ou « art de mémoire », pratiquée depuis l'Antiquité ; le poète Simonide de Céos en serait l'inventeur. Elle sert principalement à mémoriser de longues listes d'éléments ordonnés. Elle est fondée sur le souvenir de lieux déjà bien connus, auxquels on associe par divers moyens les éléments nouveaux que l'on souhaite mémoriser.

## Art de mémoire, architecture et «palais de la mémoire»
On conseillait autrefois d'utiliser des endroits existants pour l'usage de l'art de mémoire, par exemple un marché ou une église. Pour utiliser la méthode, on visitait plusieurs fois l'édifice, en examinant toutes ses parties, toujours dans le même ordre. Après plusieurs visites, on était capable de se remémorer et de visualiser chacune de ses pièces avec acuité.
Pour mémoriser ensuite un discours, on le découpait en parties, chacune symbolisée par une image saisissante ou par un symbole. En pensée, on déposait chacune de ces images dans l'édifice de référence. On pouvait ensuite se remémorer chaque image dans l'ordre, en imaginant qu'on visitait l'édifice dans l'ordre habituel.
Au Moyen Âge, cette technique ancienne fut modifiée, probablement sous l'influence des traditions médiévales juives, en prenant comme lieu de référence des édifices décrits dans la Bible, et idéalisés : le Tabernacle, le Temple de Salomon, la vision du temple du Livre d'Ézéchiel ou la Nouvelle Jérusalem de l'Apocalypse. Cette architecture, imaginaire dans certains cas, aurait influencé la construction des édifices médiévaux réels, tels que les monastères, les églises situées sur les pèlerinages et les cathédrales.
Dans tous les arts de mémoire, il était conseillé d'utiliser des univers mentaux bien éclairés, clairement organisés dans un ordre particulier, et proches les uns des autres. Plus il y avait de pièces, de passages et de niches et mieux c'était. Au XVIe siècle, un tel enchaînement de lieux était parfois dénommé un « palais de mémoire ». Cependant, ces lieux étaient aussi regroupés ou au contraire éclatés mentalement en sous-ensembles que l'on pouvait mentalement contempler d'un seul regard, dans une sorte d'équivalent médiéval de ce que l'on appellerait de nos jours une « mémoire de travail ».
Dans la pratique, ces lieux peuvent être utilisés pour mémoriser plusieurs séries ordonnées d'objets. Les images mentales qui y sont accrochées peuvent être remplacées par d'autres, les lieux se comportant alors comme une tablette de cire ou une page sur laquelle on inscrit les images.
Les caractéristiques des images mentales utilisées sont capitales. Elles doivent être inhabituelles et frappantes, et il est préférable qu'elles aient une valeur émotionnelle. Des images humoristiques, obscènes ou sacrilèges étaient souvent utilisées, l'objectif étant de créer un tableau particulièrement mémorable.
Comme il est facile de se déplacer dans un tel lieu imaginaire en partant de n'importe quel point, il est tout aussi facile de se remémorer la liste d'objets en partant de n'importe quel point, voire de la parcourir mentalement, donc de la réciter, dans l'ordre inverse. Certains faits de mémoire prodigieuse ont été attribués à cette technique.
L'art de mémoire est une aide à la rédaction et à la rhétorique, mais pas une aide pour l'apprentissage par cœur d'un texte. Au Moyen Âge, les deux techniques étaient clairement distinguées, en ce que dans l'apprentissage par cœur d'un texte, les éléments sont toujours restitués dans le même ordre. L'usage de l'art de mémoire au contraire permettait de restituer les éléments à partir de n'importe quel point, en avant ou en arrière, ou en sautant des étapes.

## Histoire

### Enseignement de la méthode
L'existence de la méthode en question est rapportée par un manuel en latin d'auteur inconnu, La Rhétorique à Herennius (Rhetorica ad Herennium), écrit vers 85 av. J.-C. L'auteur examine les cinq parties de cette discipline, considérant que la quatrième concerne la mémoire. Dans cette partie, il explique la méthode des lieux. C'est la seule source complète de l'Antiquité sur le sujet qui nous soit parvenue, bien qu'on trouve de brèves mentions de cette méthode chez divers auteurs, dont Cicéron et Quintilien qui sont les autorités principales de l'Antiquité, du Moyen Âge et de la Renaissance en matière de rhétorique. L'Art de mémoire fut d'autant plus utilisé au Moyen Âge et à la Renaissance qu'il fut parfois attribué par erreur à Cicéron lui-même, à la suite de la description qu'il en donne dans son De oratore. Pourtant, d'après cet ouvrage, la méthode fut inventée par Simonide de Céos. D'après la légende, Simonide assistait à un dîner en compagnie de nombreux hauts personnages de Grèce, et s'était écarté un instant de la compagnie. Soudain, le toit du bâtiment s'était effondré probablement à cause d'un séisme, tuant tout le monde à l'intérieur. Pendant la fouille des décombres, Simonide fut appelé pour identifier les corps. Il parvint à le faire en se rappelant la place de chacun à table avant son départ.
Les premiers moines adaptèrent l'art de mémoire pour en faire également un art de méditation et de rédaction (enseigné dans les écoles de dialectique et de rhétorique). Il devint la principale méthode de lecture et de méditation de la Bible. C'est par cette tradition qu'il fut transmis tout au long du Moyen Âge et de la Renaissance et jusqu'au début des temps modernes. Quand Aristote, Cicéron et Quintilien furent de nouveau mis en lumière après le XIIIe siècle, les érudits humanistes interprétèrent l'enseignement de ces auteurs anciens dans le cadre de la tradition médiévale qu'ils connaissaient bien et qui avait été profondément influencée par les pratiques monastiques de lecture et de rédaction.
Thomas d'Aquin eut une grande influence sur la diffusion de cette méthode quand il en fit une partie de la Prudence et en recommanda l'usage pour méditer sur les vertus et pour renforcer sa piété. Dans la scolastique l'art de mémoire fut utilisé pour la mémorisation de l'Univers et des routes du Ciel et de l'Enfer. Les dominicains en firent un usage particulièrement important. Le missionnaire jésuite Matteo Ricci, qui de 1582 à sa mort en 1610 travailla à introduire le christianisme en Chine, décrivit la technique du « palais de mémoire » dans son ouvrage Un traité de mnémotechnique, bien qu'il n'en fit qu'une technique d'apprentissage par cœur plutôt qu'un instrument de composition de discours. Il tentait en effet de gagner les faveurs de l'administration de la Chine impériale, qui imposait à son entrée un examen célèbre pour sa difficulté.
Peut-être à la suite de l'exemple de Metrodore que décrivit Quintilien, Giordano Bruno utilisa vers 1582 une variante de cette technique dans laquelle les lieux de référence étaient les signes du zodiaque. Sa méthode était très élaborée. Elle se fondait sur les combinaisons de cercles concentriques du missionnaire espagnol Raymond Lulle et était remplie d'images censées représenter toute la connaissance du Monde. Elle devait être utilisée de manière magique comme un chemin pour atteindre le monde des idées au-delà des apparences et obtenir ainsi le pouvoir d'influer sur les événements du monde réel. Sur ses cinq principaux ouvrages, trois étaient des traités concernant l'hermétisme. D'aussi enthousiastes revendications en faveur de la portée encyclopédique de l'art de mémoire sont fréquentes à la Renaissance. Elles eurent de sérieux développements logiques et scientifiques aux XVIe et XVIIe siècles.

### Puritanisme et abandon de la méthode
En 1584, une grande controverse sur cette méthode éclata en Angleterre où les puritains l'attaquèrent comme impie parce qu'elle fait appel à des pensées absurdes ou obscènes pour générer des images mémorables. Le scandale fut grand, mais finalement pas fatal à la méthode. Érasme de Rotterdam et d'autres humanistes, protestants comme catholiques, critiquèrent également les pratiquants de cette méthode qui en faisaient une apologie extravagante, bien qu'ils fussent eux-mêmes convaincus de la nécessité d'une mémoire ordonnée et bien formée dans l'élaboration d'une pensée efficace.
L'art de mémoire en tant que tel fut alors largement abandonné dans le cursus des écoles et des universités et il est maintenant enseigné et pratiqué de manière informelle bien que, dans l'étude de l'argumentation, certains de ses aspects constituèrent toujours une part importante des cours de logique et de rédaction des études supérieures. L'art de mémoire resta aussi enseigné tout au long du XIXe siècle comme pouvant être utile aux orateurs et aux conférenciers.

## Usage contemporain
On trouve encore de nos jours une référence à ces techniques dans les expressions françaises « en premier lieu », en « second lieu » (ou leurs traductions anglaises « in the first place », etc.).
Tous ceux qui sont célèbres de nos jours pour leur mémoire exceptionnelle utilisent cette technique à un degré ou à un autre. Elle utilise la capacité du cerveau à mémoriser des images. Une compétition de mémoire fut inaugurée en 1991 et poursuivie aux États-Unis en 1997. Une partie de la compétition consiste à mémoriser et à retrouver une séquence de chiffres, de nombres de deux chiffres, de lettres de l'alphabet ou de cartes à jouer. Pour obtenir ce résultat, de nombreux compétiteurs apprennent par cœur bien avant la compétition et gravent dans leur mémoire à long terme une image saisissante associée à chacun de ces éléments. Ils ont aussi mémorisé à long terme un cheminement dans un lieu familier avec des points d'arrêt bien établis. Au moment de la compétition, ils déposent les images mentales qu'ils ont associées à chaque élément à chacun des points d'arrêt. Pour se les remémorer, ils refont mentalement le chemin et observent l'image qu'ils ont déposée à chaque endroit. C'est ainsi que le champion du monde de mémoire d'origine allemande Clemens Mayer (en) mémorisa 1 040 chiffres en une demi-heure, au moyen d'un parcours mental muni de 300 points d'arrêt à travers son domicile.
D'après certains[Qui ?] auteurs, une personne disposant de capacités de mémorisation ordinaires pourrait ainsi, après avoir gravé dans sa mémoire à long terme un cheminement imaginaire avec suffisamment de points d'arrêt et une série d'images saisissantes associées à chacune des cartes d'un jeu, mémoriser en moins d'une heure l'ordre des cartes d'un ou plusieurs paquets de cartes. Le record du monde pour cet exercice avec un seul paquet de carte est établi à 20 secondes et 44 centièmes par Simon Reinhard (Allemagne). Cette technique est également utilisée par certains pratiquants du blindfold cubing, discipline consistant à résoudre un rubik's cube les yeux bandés après l'avoir mémorisé. Le record dans cette discipline est de 15 secondes et 50 centièmes par Max Hilliard (États-Unis) le 4 août 2019, en comptant la période de mémorisation et celle de résolution. Certains pratiquent même le multi blindfolded cubing comme l'Americain Graham Siggins qui en détient le record du monde : cinquante-trois rubik's cubes mémorisés un par un puis résolus les yeux bandés en moins d'une heure.